# Позаклітинний матрикс
Позаклітинна матриця або екстрацелюлярний матрикс, міжклітинна речовина (англ. extracellular matrix, ECM) — це позаклітинна частина тканин тваринних організмів (передусім сполучної тканини), що залягає у міжклітинному просторі. Наявність позаклітинного матриксу є визначальною рисою сполучної тканини тварин.
Позаклітинна матриця забезпечує механічну підтримку тканин та, залежно від тканини, диференціацію клітин та інші функції. Позаклітинна матриця може мати вигляд проміжної матриці (присутньої між клітинами) та базальної мембрани, що вистилає шари епітеліальних клітин.
Міжклітинна речовина складається з багатьох компонентів, які можна поділити на дві основні групи: основна речовина і волокна. Співвідношення кількості основної речовини до кількості волокон коливається в залежності від локалізації, як і кількість екстрацелюляроного матриксу до кількості тканини загалом залежить від того, яку функцію виконує тканина.
У рослин нема позаклітинного матриксу, хоча міжклітинний простір також заповнений аналогічною речовиною.

## Базова інформація
Раніше головним компонентам міжклітинного матриксу приписували лише функцію «клею» (звідси колаген, «cola» — клей) чи внутрішньотканинного депо води (мукополісахариди і протеоглікани здатні зв'язувати дуже велику кількість води). З точки зору сьогодення екстрацелюлярний матрикс — це сукупність макромолекул, що розташовані поза плазматичною мембраною клітин. Оскільки екстрацелюлярний матрикс в першу чергу служить для фіксації всіх заключених в тканину клітин. Між клітинами і екстрацелюлярним матриксом існує постійна взаємодія. Міжклітинна речовина не має постійного складу, можна сказати, що вона перебуває в стані динамічної рівноваги. Компоненти міжклітинного матриксу синтезуються і виділяються клітинами, підлягають розпаду безпосередньо в міжклітинному просторі чи потрапивши в середину клітини шляхом ендоцитозу. Крім того, компоненти міжклітинного простору опосередком клітинних рецепторів можуть регулювати експресію генів в самій клітині. Клітинна адгезія, міграція і проліферація, як і утворення, перебудова і розпад тканин є результатом взаємного впливу, що проходять між екстрацелюлярним матриксом і клітинами.

## Функції
Макроскпічними прикладами міжклітинного матриксу є мінералізований матрикс кісток, еластична речовина хрящів, натягнуті волокна сухожилків; мікроскопічно міжклітинна речовина присутня у всьому тілі. Майже кожна тканина утримується разом завдяки екстрацелюлярному матриксу, так наприклад кожне м'язове волокно чи кожна жирова клітина обплетена ретикулярними волокнами, епітелій всіх поверхонь тіла розташований на базальній мембрані, яка теж є прикладом екстрацелюлярного матриксу.
Міжклітинний матрикс має такі функції:
- Надання форми тканинам і органам
- Накопичення води тканинами
- Еластичність тканин
- Супротив розтягненню і стабільність кісток, сухожилків і зв'язок
- Резервуар цитокінів
- Трансдукція сигналів тканин
- Укріплення і надання полярності клітинам
- Вплив на процес затягування ран
- Фільтрувальна діяльність нирок через її спеціальну базальну мембрану

## Перебудова
Розпад і перебудова міжклітинного матриксу найчастіше регулюється матриксними металопротеїназами (ММП). На сьогодні ідентифіковано 20 матриксних металопротеїназ. Ці цинковмісні ферменти або виділяються спеціальними клітинами у міжклітинний простір, або фіксовані до клітинної мембрани (мембранний тип металопротеїназ) таким чином, що каталітичний центр ферментів виступає в міжклітинний простір. Ці ферменти можуть знаходитися у вигляді неактивних прекурсорів, які при відщепленні білка перетворюються в активний фермент (активація профермента). Різні матрикс-металопротеїнази мають різну субстратну специфічність. ММП мають численні біологічні значення, серед найбільш відомих, наприклад, якщо пухлинна тканина виділяє ММП-2, ММП-9 і ММП-14, то вона особливо схильна до метастазування, так як ці ММП підтримують розпад базальної мембрани і утворення власних судин пухлини.
Відповідно до ММП існують тканинні інгібітори металопротеїназ (англ. tissue inhibitors of metalloproteinases, TIMP). Ці протеїни гальмують активність ММП через специфічні утворення на їх каталітичних центрах. Тому розпад і перебудова може модулюватися через ММП. На сьогодні відомі 4 типи TIMP. Вони виділяються у вигляді розчинній білків в ПКМ відповідними клітинами. TIMP3 становить виняток. Цей протеїн зв'язується в екстрацелюлярному матриксі переважно з гепарансульфатом (протеглікан) і зберігається там протягом тривалого часу (наприклад в мембрані Бруха ока).

## Складові частини
Екстрацелюлярний матрикс складається з волоконної частини і рідини з розчиненими в ній субстаціями. Найбільше розчинено протеогліканів і глікопротеїнів. Менше — поживних речовин (напр. амінокислот, глюкози), тканинних гормонів і електролітів.
Головним білковим сімейством є колагени, колаген присутній майже у кожній тканині. Еластичні волокна утворюються з білка фібриліну і еластину. До того ж існує велика кількість адгезійних білків, які сполучають клітини з міжклітинним матриксом.
Друга велика група — вуглеводи, а саме глікозаміноглікани, довго ланцюгові полісахариди обов'язкові компоненти позаклітинного матриксу. Глікозаміноглікани приєднуть до себе білки, утворюючи ще більші макромолекули — протеоглікани. Різноманітністю і взаємодією протеїнів, глікозаміногліканів і протеогліканів обумовлюють властивості міжклітинного матриксу.
Наприклад у міжклітинній речовині кісткової тканини міститься неорганічна складова кристалів гідроксилапатиту, який придає кісткам міцність на стиск.

### Волокна

#### Сімейство колагенів
Відомо 27 різних білків з білкової родини колагенів (колаген І — колаген XXVII). Вони поділяються на види в залежності від того, яким чином вони можуть сполучатись один з одним і з іншими компонентами. У наступному переліку наведені члени колагенової родини. Колагени від І до IV широко розповсюджені.
- Фірилярні колагени: колагени типів І, ІІ, ІІІ, V і XI
- Сіткоутворюючі колагени: колагени типів IV (базальна мембрана), VII і X
- Фібриласоційовані колагени: колагени типів IX, XII і XIV
- Колагени типу філамент-намистини: колаген типу VI
- Фіксуючі фібрили: колаген типу VII
- Колагени з трансмембранними доменами: колагени типів XII і XVII

При цьому номенклатура в одному вводить в оману: тільки волокна з колагену І називаються колагеновими волокнами; інші структури наприклад ретикулярні волокна утворюються також з білка з сімейства колагенів (у цьому випадку колагену ІІІ), але не називаються колагеновими волокнами. Колаген IV разом з ламініном, ентактіном, і протеогліканом перлеканом утворюють базальну мембрану.

#### Колагенові волокна
Колагенові волокна придають тканині міцності. Волокна товщиною 2-20 мкм складаються з колагенових фібрил (діаметром до 130 нм), які утворені знову ж таки з молекули колагену І.
Колагенові волокна у своєму поздовжньому напрямку мають високу міцність на розтягування. Кожна сполучна тканина, яка має піддаватися навантаженню у певному напрямку містить колагенові волокна, що орієнтовані у напрямку навантаження. Якщо тканина вимагає міцності в усіх напрямках, то волокна розташовані плексиформно (у вигляді сітки). Наприклад: дерма, склера, рогівка, м'язові фасції, тверда мозкова оболона, фіброзний шар суглобової капсули). Якщо тканина вимагає міцності лише в одному напрямку, волокна орієнтовані паралельно (особливо сухожилки, зв'язки) і також у кістках й у дентині колагенові волокна забезпечують міцність на розтягнення.

#### Ретикулярні волокна
Ретикулярні волокна складаються з тонких пучечків (1 мкм) фібрил колагену, вони тонші як утворює колаген І типу, як і колагену ІІІ. Ці пучечки утворюють мікроскопічну сітку. Ретикулярні волокна широко поширені, вони утворюють сітки під багатьма базальними мембранами, так навколо всіх капілярів, м'язових волокон, периферичних нервових волокон, жирових клітин і кожної клітини гладенької мускулатури.

#### Еластичні волокна
Еластичні волокна володіють унікальною властивістю — еластичністю. Вони утворені з тонких фібрил білка фібріліну і аморфної речовини білка еластину. Волокна мають приблизно діаметр від 2 мкм. Еластичні волокна завжди поєднуються з колагеновими волокнами, для того щоб не перерозтягнутися і навпаки для того щоб приводити в початковий стан. Еластичні волокна виступають на перший план в еластичній сполучній тканині і в еластичному хрящі, але і в інших тканинах вони присутні в залежності від необхідної здатності розтягуватися.

### Основна субстанція
Основна субстанція — це неоформлена частина міжклітинного матриксу. Вона заповнює простір між волокнами, має дуже неоднорідний склад.

#### Глікоаміноглікани і протеоглікани
Глікозаміноглікани (ГАГ) — довго ланцюгові полісахариди утворені з дисахаридних ланок певних цукрів, присутні в екстрацелюлярному матриксі у великій кількості. Найважливіші глікозаміноглікани: гіалуронова кислота, гепарансульфат, хондроїтинсульфат, дерматансульфат, кератансульфат. Всі глікозаміноглікани крім гіалуронової кислоти можуть зв'язуютися з білками і утворювати протеоглікани. Роль протеогліканів і ГАГ для властивостей ЕЦМ є особливо зрозумілою для хряща. Вони можуть зв'язувати велику кількість води, що є важливим для даного екстрацелюлярного матриксу. Протеоглікани мають важливий вплив на фібрилогенез. Крім того, протеоглікани часто виступають посередниками взаємодії між багатьма іншими білками матирксу. Врешті слід відзначити, що протеоглікани можуть утворювати також попередників інших білків з різними функціональними значеннями (напр. TGF-Beta, TIMP-3 та ін.) у міжклітинній речовині і перицелюлярному просторі. Так що вони здійснюють великий вплив на функціонування клітин і беруть участь у утворенні, розпаді і перебудові тканин (напр. загоєння ран, ангіогенез, атеросклероз, фіброз, поширення пухлинних клітин в процесі метастазування).

#### Адгезивні білки
Отже всі клітини мають рецептори, з якими вони вступають контакт з екстрацелюлярним матриксом. Часто для цього стають у нагоді різні адгезійні білки, адаптер білки чи інші білки, які є самостійною складовою міжклітинного матриксу, які між іншим контактують з іншими клітинними рецепторами. Мова йде про велику різноманітність глікопротеїнів — сімейство ламініну і більш відомі вітронектин і фібронектин.
Частими рецепторами, що мають велике значення для клітинної адгезії є інтегрини.